# Essert (Fribourg)
Ne doit pas être confondu avec Essert (Territoire de Belfort).
Pour les articles homonymes, voir Essert.
Essert (Échê  en patois fribourgeois) est une localité et une ancienne commune suisse du canton de Fribourg, située dans le district de la Sarine.

## Histoire
Au Moyen Âge, le village est une propriété de l'abbaye d'Hauterive. Depuis le XVe siècle, le village fait partie des Anciennes Terres avant d'être inclus dans le district de La Roche en 1798, puis dans le district de Fribourg dès 1803 avant d'être érigé en commune en 1848.
Essert a fusionné le 1er janvier 2003 avec ses voisines de Bonnefontaine, Montévraz, Oberried, Praroman et Zénauva pour former la nouvelle commune de Le Mouret.
Sa paroisse est cependant rattachée à celle de Treyvaux,.

## Patrimoine bâti
Le village comprend plusieurs monuments classés comme biens culturels d'importance régionale : le château de la Grande Riedera, siège de la fondation culturelle Monique Pobé depuis 1990, la chapelle Saint-Anne, ainsi qu'une ferme située route d’Essert 24.

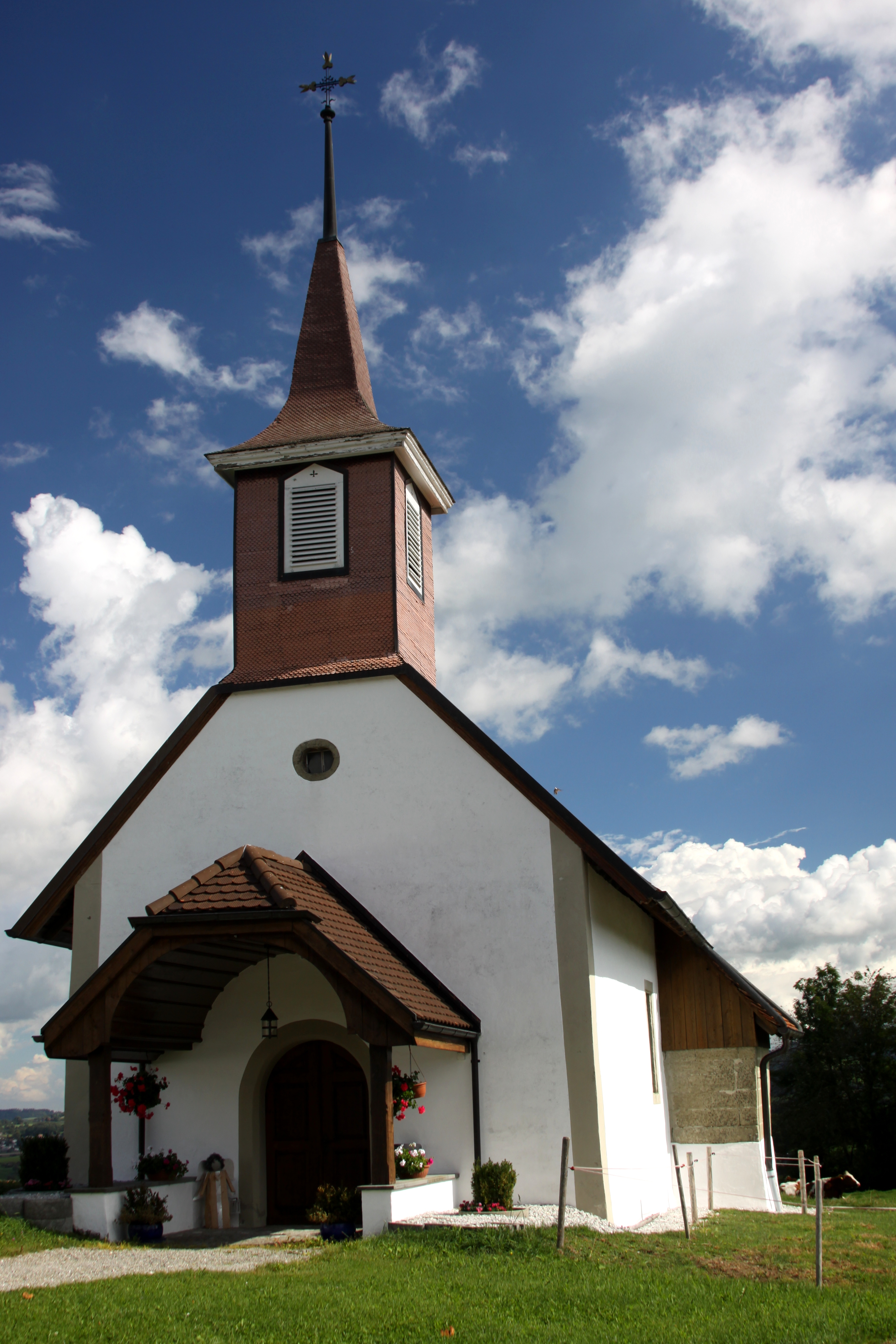
Chapelle Sainte-Anne d'Essert

## Nom
Le village est appelé Ried en allemand.